# نووا لیوادا
نووا لیوادا (به بلغاری: Nova Livada) یک منطقهٔ مسکونی در بلغارستان است که در ایوالوفگراد واقع شده‌است.